# 美日安保條約

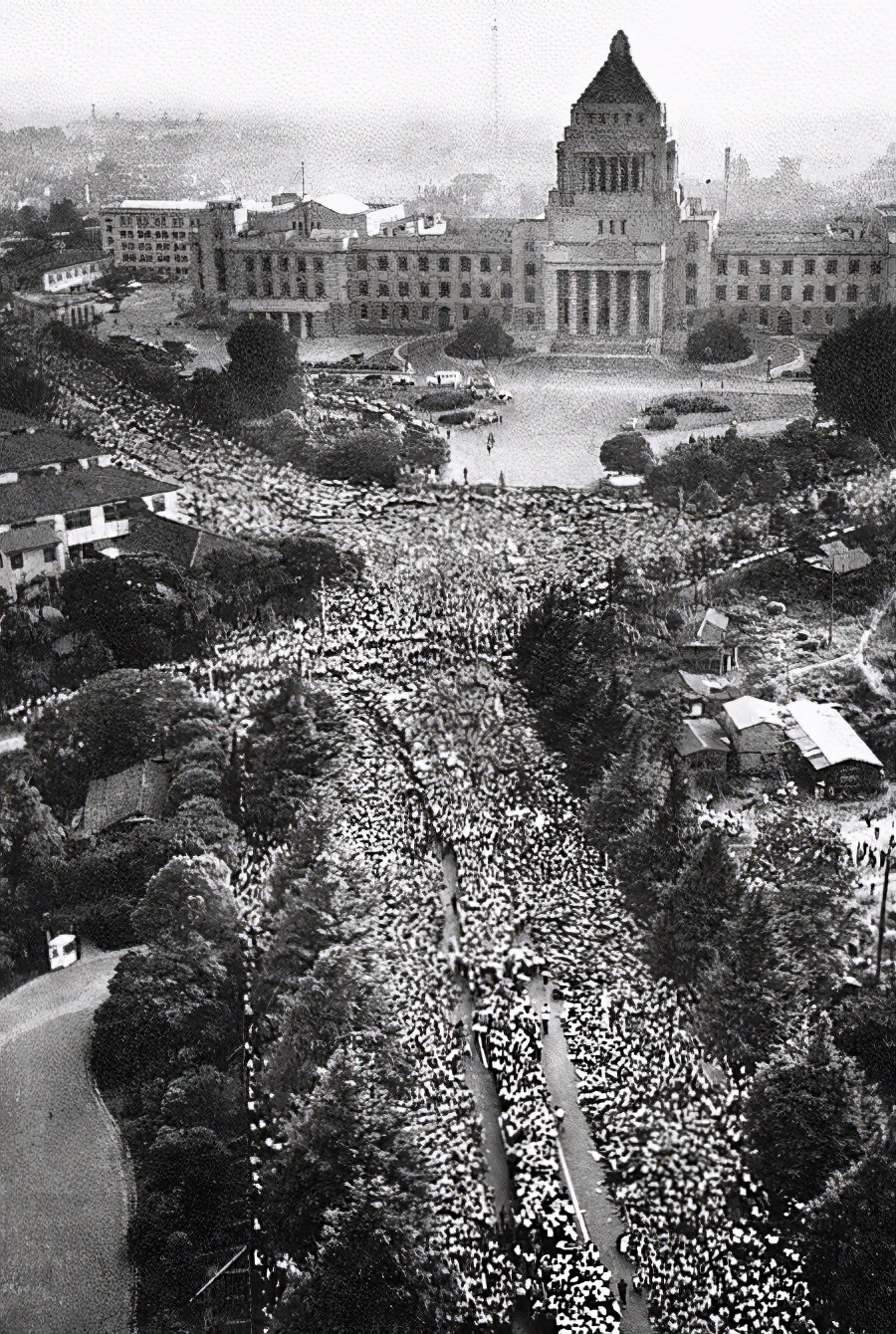
1960年在日本國會前反對安保條約的遊行

美利堅合眾國與日本國之間互相合作與安全保障條約（日语：／ Nihon-koku to Amerika-gasshūkoku to no Aida no Sōgo Kyōryoku oyobi Anzen Hoshō Jōyaku），簡稱《美日安保條約》或《安保條約》，爲美國與日本於1960年1月19日在華盛頓簽訂的安全互助條約。此條約宣示兩國將共同維持與發展武力以抵禦武裝侵略，且同時也將一國受到的攻擊認定為對另一國的危害，也包括美軍駐日的條文。此條約在冷戰時期強化了美日關係，也包括了後來進一步的國際合作與經濟合作的條款。该条约用以取代1951年的美日舊安保條約。

## 詳細內容

駐日美軍基地位置

駐沖縄美軍基地位置

早在1951年簽訂的《美日安全保障條約》，為美日安保關係提供了初始基礎，也是日本在盟軍佔領期結束後取回完整主權時所簽訂的重要條約。
1959年，日美兩國開始協商修改安全條約。1960年1月19日，新的美日互助安全保障條約在華盛頓特區簽訂。1960年2月5日，此條約送交日本國會批准時，曾激起關於美日關係的激烈辯論，並在左派反對黨的竭力反對下引發議會暴力事件；最後日本眾議院終於在1960年5月20日在自民黨佔多數的情況下，強行通過承認此條約。在野社会党代表曾聯合抵制眾議院會期，並嘗試阻止執政自民黨的國會議員進入眾議院，但警察強行將之驅散。在這之後發生了大規模的左派學生和工會示威運動，是為安保鬥爭，使得時任美國總統艾森豪威尔決定取消原定訪問日本的行程。日本參議院未在眾議院承認後的30日內投票表決，因此在1960年6月19日條約自動通過，而時任日本首相岸信介在條約通過後辭職。
缔约国的每一方都认识到：对在日本管理下的领土上的任何一方所发动的武装进攻都会危及它本国的和平和安全，并且宣布它将按照自己的宪法规定和程序采取行动以应付共同的危险。
任何这种武装进攻和因此而采取的一切措施，都必须按照联合国宪章第51条的规定立即报告联合国安全理事会。在安全理事会采取了为恢复和维持国际和平和安全所必需的措施时，必须停止采取上述措施。

 — 美日安保条约 第五条
在此條約雙方同意需共同承擔維持和發展抵抗軍事攻擊能力的義務，若是在日本管制的領土上受到軍事攻擊雙方將相互協助。有一點已經瞭解，就是日本無法協防美國，因為日本國憲法禁止派遣軍事部隊至海外（第九條）。尤其是憲法禁止日本維持陸、海、空軍，並且憲法也明確指出日本人民放棄使用和威脅使用武力做為解決國際爭端的選項。若美國在日本領土外遭到攻擊，日本為了防衛美國，將不受日本國憲法上任何禁止境外軍事行動的限制。這此後造成日本是否可以解禁集體自衛權的爭議。此新條約的範圍並未包括琉球列島，但一條附加備忘錄明確指出若該列島遭受軍事攻擊，雙方政府將進行協商以採取適當的措施。與1952年的安全協定不同，此條約是十年期限，在這之後可由任一方在一年的預先通知下廢除。
條約的第六條包含了關於駐日美軍部隊狀態的協議，具體規定供他們使用的設施和地區，以及這些設施所雇用的日本國民。經同意的備忘錄內指明，關於在駐日美軍的任何重大改變之前，以及在將日本基地用為與防禦日本無關的戰鬥任務之前，必須先和日本政府協商。備忘錄也涵蓋駐日美軍在日犯罪時，兩國的司法管轄權。

## 影響
1952年的安保援助協約最初包括一個軍事援助計劃，為日本的必要國防能力提供資金、原料和維修的取得管道。雖然日本自1960年代起就不再獲得美援，但此協約繼續運作為購買生產許可合約的管道，以確保兩國武器的資訊互通性和提供日本機密資料，包括國際情資報告和機密技術資訊。
安保條約的通過，鞏固了執政自民黨在往後三十年的執政基礎及地位，使自民黨得以在美日同盟的穩定保障下，鞏固並推動日本經濟的發展。
安保條約的通過，亦導致左派反對黨社會黨的分裂。社會黨的對美立場在安保鬥爭中分裂，不少社會黨議員因不滿在安保鬥爭時期，黨內左派涉聯同反美的日本共產黨聯手合作反對安保，過份反美及親近社會主義陣營，會危及日本的國家安全，因此部分右派社會黨議員脫離社會黨，另組民社黨。民社黨支持日美安保條約，使支持安保的力量在此後數十年維持多數，鞏固日美同盟。而在野陣營亦繼續分裂，公明黨等新政黨在此背景中成立。
美日安保條約允許並讓美國在日本軍事基地的合法化，安保條約也給美國日後將小笠原群島、琉球群島交給日本做好了舖路的準備。

## 钓鱼台列屿適用美日安保條約

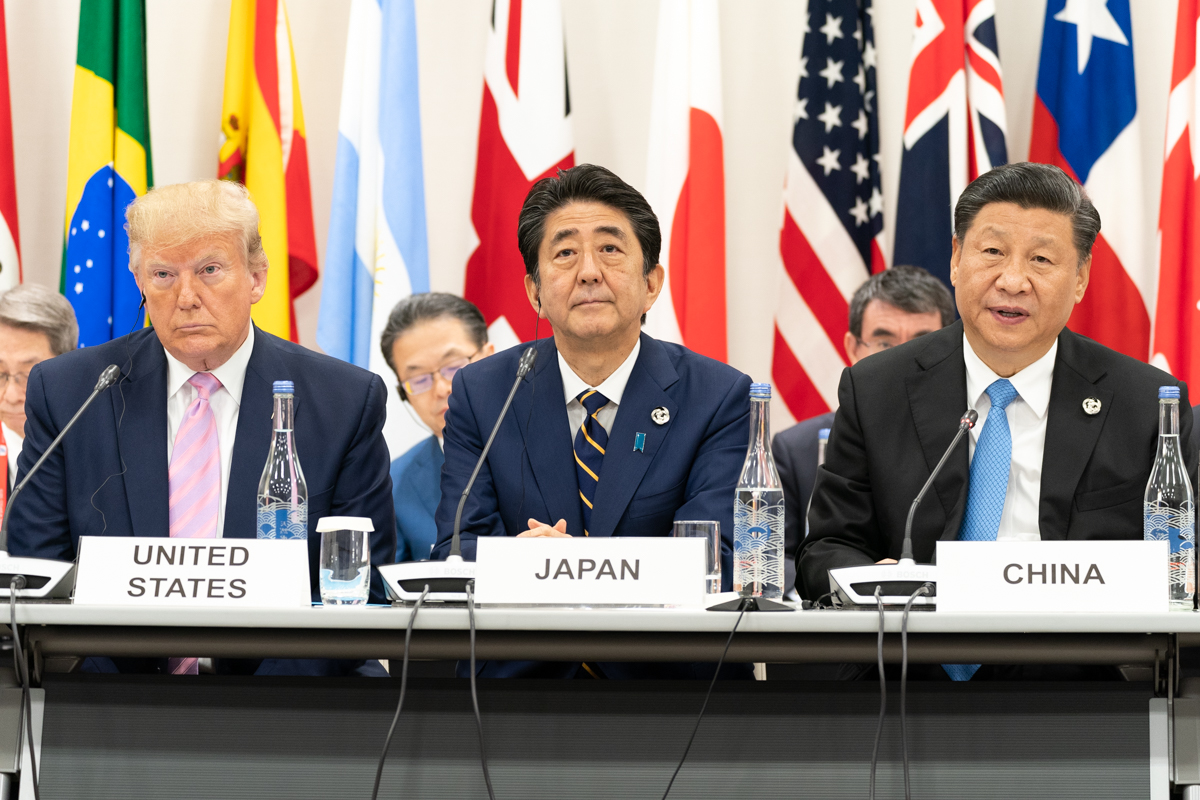
中日關係、美日關係、中美關係息息相關。圖為特朗普、安倍晉三、習近平.

2014年4月25日，時任美國總統歐巴馬訪問日本、並與日本首相安倍晉三舉行首腦會談。美日兩國在會談後發表聯合聲明，針對規定美國對日防衛義務的《日美安保條約》，聲明稱“包括钓鱼台列屿（日本称“尖阁诸岛”）在內，適用於所有處於日本施政權之下的區域。”。
美國表示不會對钓鱼台列屿島嶼的主權作出表態，但由於美国目前承認日本擁有其行政管理權，因此表明美日安保條約適用於島嶼。
2018年，時任美國總統川普在日本首相安倍晉三來訪會談後，白宮在晚間發布的新聞說明中提及川普與安倍確認釣魚臺列嶼適用於美日安保條約第5條。
拜登当选总统后，重申了这项政策。
2022年1月6日，美日進行「2+2」部長級線上會議，會後聲明提及美國重申對於日本的支持，「反對任何旨在改變現狀或破壞日本對尖閣諸島管理的單方面行動」("opposing any unilateral action that seeks to change the status quo or to undermine Japan’s administration of the Senkaku Islands")，兩國並「重申《條約》第五條適用於尖閣諸島」("reaffirmed that Article V of the Treaty applies to the Senkaku Islands")。

## 相關題目
- 台灣關係法
- 中美共同防禦條約
- 美菲共同防禦條約
- 美韓共同防禦條約

### 引用
1. ↑  文献资料：日美安全条约  （页面存档备份，存于）人民网
2. ↑  .   [2014年1月1日]. （原始内容存档于2020年3月29日）.
3. ↑  [.   [2017-01-02]. （原始内容存档于2016-12-23）. ]
4. ↑  .   [2014-04-25]. （原始内容存档于2014-04-26）.
5. ↑  .   [2014-01-01]. （原始内容存档于2014-01-02）.
6. ↑  .   [2014-01-01]. （原始内容存档于2014-01-02）.
7. ↑  . TVBS. 2018-04-19  [2021-02-19]. （原始内容存档于2021-02-21） （中文（臺灣））.
8. ↑  . www.chinanews.com.   [2020-11-12]. （原始内容存档于2021-02-10）.
9. ↑  . U.S. Department of State.   [2022-01-06]. （原始内容存档于2022-06-14）.